# Ângela Bismarchi
Ângela Filgueiras de Moraes, mais conhecida como Ângela Bismarchi (Rio de Janeiro, 5 de novembro de 1966), é uma ex-modelo, atriz, teóloga e escritora brasileira.

## Biografia

### Vida pessoal
No primeiro casamento, da época em que ela ainda morava em Cascadura, no subúrbio carioca, teve um filho, que foi criado pelo pai e a avó, chamado Igor Filgueiras.
Seu casamento mais famoso aconteceu em 1999, com o cirurgião plástico Ox Bismarchi, assassinado em 2002, para desespero de Ângela, que presenciou cinco homens invadindo a casa anunciando um assalto, e assassinando seu marido. Por muito tempo foi acusada de envolvimento no crime, o que ela provou ser mentira na justiça. Em 2012, todos os assassinos foram presos.
Desde 2004, está casada com o cirurgião plástico Wagner de Moraes.

### Carreira
Ângela ficou conhecida por desfilar em diversas escolas de samba durante muitos anos no carnaval carioca e paulistano. O primeiro desfile de Ângela na Marquês de Sapucaí foi em 2000, pela escola Porto da Pedra, de São Gonçalo. Em 2015, foi sua última aparição na avenida como rainha da bateria da Império Serrano.
Em 2012, Bismarchi integrou o elenco do reality show A Fazenda 5 da Rede Record, no qual foi a sétima eliminada. Nesse mesmo ano passou por um drama pessoal quando sua irmã, a policial federal Angelina, cometeu suicídio. Este fato a abalou muito e a fez entrar em depressão. Nesta época passou a frequentar uma igreja evangélica.
Em 2015, converteu-se ao evangelismo. Renunciou ao carnaval e a fama, e atualmente segue sua carreira escrevendo livros religiosos e investindo em música cristã contemporânea e música gospel.
Atualmente, a artista também investe no ramo do empresariado, e administra lojas de roupas.
Assina o canal Fé e Beleza no Youtube. Tem mais de meio milhão de seguidores nas Redes Sociais.
Em 2021, concluiu seu doutorado em Teologia, na Facite, em Itaboraí, na região metropolitana do Rio de Janeiro. O tema da tese dela foi "O Poder do Evangelho na Recuperação dos Desigrejados". O curso, no entanto, não é reconhecido pelo MEC ou pela CAPES (Coordenação de Aperfeiçoamento de Pessoal de Nível Superior) e não segue os requisitos mínimos da legislação vigente sobre cursos de pós-graduação stricto sensu, o que torna seu título sem valor acadêmico. A instituição informa que seu curso é de natureza livre.

## Filmografia
| Ano  | Título                  | Personagem                | Nota                                              |
| ---- | ----------------------- | ------------------------- | ------------------------------------------------- |
| 2010 | The World's... and Me   | Ela mesma                 | Episódio: "O Estranho Mundo da Cirurgia Plástica" |
| 2010 | Furo MTV                | Ela mesma                 | Episódio: "25 de novembro"                        |
| 2012 | A Fazenda               | Participante (10.º lugar) | Temporada 5                                       |
| 2018 | O Outro Lado do Paraíso | Ela mesma                 | Episódio: "11 de fevereiro"                       |
| 2025 | Game dos 100            | Participante              | [ 14 ]                                            |

| Ano  | Título             | Personagem |
| ---- | ------------------ | ---------- |
| 2008 | A Guerra dos Rocha | Flávia     |

| Ano     | Título                    | Personagem    | Nota                   |
| ------- | ------------------------- | ------------- | ---------------------- |
| 2011–12 | De 4 com Angela Bismarchi | Apresentadora | Programa online na UOL |

## Discografia

### Álbuns de estúdio
| Ano  | Álbum                                                    |
| ---- | -------------------------------------------------------- |
| 2011 | Clima de Rodeio - Gravadora: Independente - Formatos: CD |

### Singles
| Título                                   | Ano  | Álbum           |
| ---------------------------------------- | ---- | --------------- |
| "Clima de Rodeio"                        | 2008 | Clima de Rodeio |
| "Tira o Olho da Mamãe" (com MC Flokynha) | 2013 | —               |

## Fragrâncias
- 2011: Erotic (30 de maio de 2011)[18][21]